# Barão de Duparchy
Barão de Duparchy é um título nobiliárquico criado por D. Luís I de Portugal, por Carta de 23 de Dezembro de 1886, em favor de Jean Alexis Dauphin Duparchy, depois 1.º Conde de Duparchy.
Titulares
1. Jean Alexis Dauphin Duparchy, 1.º Barão e 1.º Conde de Duparchy.